# Élections législatives de 2024 dans les Ardennes
Les élections législatives de 2024 dans les Ardennes se déroulent les 30 juin et 7 juillet 2024. Dans le département, trois députés sont à élire dans le cadre de trois circonscriptions, à la suite de la dissolution de l'Assemblée nationale par Emmanuel Macron.
Le choix de cette dissolution est fait après la défaite de la liste Renaissance aux élections européennes qui ont lieu le 9 juin 2024.

## Contexte
| Circonscription | RN      | ENS     | PS - PP | LFI    | LR     |
| --------------- | ------- | ------- | ------- | ------ | ------ |
| Circonscription |         |         |         |        |        |
| 1re             | 45,19 % | 12,94 % | 8,81 %  | 5,31 % | 7,47 % |
| 2e              | 46,47 % | 10,38 % | 9,65 %  | 7,25 % | 6,45 % |
| 3e              | 46,34 % | 12,26 % | 8,05 %  | 4,63 % | 7,86 % |

## Système électoral
Les élections législatives ont lieu au scrutin uninominal majoritaire à deux tours dans des circonscriptions uninominales.
Est élu au premier tour le candidat qui réunit la majorité absolue des suffrages exprimés et un nombre de voix au moins égal au quart des électeurs inscrits dans la circonscription, soit 25 %. Si aucun des candidats ne satisfait ces conditions, un second tour est organisé entre les candidats ayant réuni un nombre de voix au moins égal à un huitième des inscrits, soit 12,5 %. Les deux candidats arrivés en tête du 1er tour se maintiennent néanmoins par défaut si un seul ou aucun d'entre eux n'a atteint ce seuil. Au second tour, le candidat arrivé en tête est déclaré élu,.
Le seuil de qualification basé sur un pourcentage du total des inscrits et non des suffrages exprimés rend plus difficile l'accès au second tour lorsque l'abstention est élevée. Le système permet en revanche l'accès au second tour de plus de deux candidats si plusieurs d'entre eux franchissent le seuil de 12,5 % des inscrits. Les candidats en lice au second tour peuvent ainsi être trois, un cas de figure appelé « triangulaire ». Les second tours où s'affrontent quatre candidats, appelés « quadrangulaire » sont également possibles, mais beaucoup plus rares,.

### Partis et nuances
Les résultats des élections sont publiés en France par le ministère de l'Intérieur, qui classe les partis en leur attribuant des nuances politiques. Ces dernières sont décidées par les préfets, qui les attribuent indifféremment de l'étiquette politique déclarée par les candidats, qui peut être celle d'un parti ou une candidature sans étiquette.
Seuls le Parti communiste français (COM), La France insoumise (FI), le Parti socialiste (SOC), le Parti radical de gauche (RDG), Les Écologistes (VEC), Renaissance (RE), le Mouvement démocrate (MDM), Horizons (HOR), l'Union des démocrates et indépendants (UDI), Les Républicains (LR), le Rassemblement national (RN) et Reconquête (REC) se voient attribuer en 2024 des nuances propres. Les coalitions Ensemble et Nouveau front populaire, ainsi que les candidats de l'alliance LR-Ciotti-RN, en bénéficient également indirectement, les nuances Ensemble ! (Majorité présidentielle) (ENS), Union de la gauche (UG) et Union de l'extrême-droite (UXD) étant attribuables aux candidats bénéficiant respectivement du soutien de deux partis du centre, de deux partis de gauche ou de deux partis d'extrême-droite,.
Tous les autres partis se voient attribuer l'une ou l'autre des nuances suivantes : EXG (extrême gauche), DVG (divers gauche), ECO (écologiste), REG (régionaliste), DVC (divers centre), DVD (divers droite), DSV (droite souverainiste) et EXD (extrême droite). Des partis comme Debout la France ou Lutte ouvrière ne disposent ainsi pas de nuances propres, et leurs résultats nationaux ne sont pas publiés séparément par le ministère, car mélangés avec d'autres partis (respectivement dans les nuances DSV et EXG).

## Résultats

### Élus
| Circonscription | Député sortant    | Parti | Parti    | Groupe  | Député élu ou réélu | Parti | Parti    | Groupe  |
| --------------- | ----------------- | ----- | -------- | ------- | ------------------- | ----- | -------- | ------- |
| 1re             | Lionel Vuibert    |       | Agir     | RE      | Flavien Termet      |       | RN       | RN      |
| 2e              | Pierre Cordier    |       | app. LR  | app. LR | Pierre Cordier      |       | app. LR  | app. DR |
| 3e              | Jean-Luc Warsmann |       | app. UDI | LIOT    | Jean-Luc Warsmann   |       | app. UDI | LIOT    |

### Taux de participation
| Taux de participation | 1er tour | 1er tour | 1er tour   | 2d tour | 2d tour | 2d tour    | Différence entre les deux tours |
| Taux de participation | En 2022  | En 2024  | Différence | En 2022 | En 2024 | Différence | Différence entre les deux tours |
| --------------------- | -------- | -------- | ---------- | ------- | ------- | ---------- | ------------------------------- |
| À midi                | 17,35 %  | 24,39 %  | 7,04       | 19,58 % | 23,68 % | 4,1        | 0,71                            |
| À 17 heures           | 36,35 %  | 53,43 %  | 17,08      | 35,50 % | 54,21 % | 18,71      | 0,78                            |
| Final                 | 45,88 %  | 65,25 %  | 19,37      | 43,12 % | 65,88 % | 22,76      | 0,63                            |

### Résultats à l'échelle du département

#### Résultats par coalition
| Parti                                       | Parti                                       | Parti                                      | Premier tour | Premier tour | Premier tour | Second tour   | Second tour   | Second tour | Total Sièges  | +/-           |
| Parti                                       | Parti                                       | Parti                                      | Voix         | %            | Sièges       | Voix          | %             | Sièges      | Total Sièges  | +/-           |
| ------------------------------------------- | ------------------------------------------- | ------------------------------------------ | ------------ | ------------ | ------------ | ------------- | ------------- | ----------- | ------------- | ------------- |
|                                             | Rassemblement national (RN)                 | Rassemblement national (RN)                | 48 210       | 40,61        | 0            | 56 785        | 48,06         | 1           | 1             | 1             |
|                                             |                                             | Union des démocrates et indépendants (UDI) | 15 362       | 12,94        | 0            | 19 506        | 16,51         | 1           | 1             | en stagnation |
|                                             | Les Républicains (LR)                       | 12 929                                     | 10,89        | 0            | 20 415       | 17,28         | 1             | 1           | en stagnation |               |
| Total Union de la droite et du centre (UDC) | Total Union de la droite et du centre (UDC) | 28 291                                     | 23,83        | 0            | 39 921       | 33,78         | 2             | 2           | en stagnation |               |
|                                             |                                             | La France insoumise (LFI)                  | 10 827       | 9,12         | 0            |               |               |             | 0             | en stagnation |
|                                             | Parti socialiste (PS)                       | 8 127                                      | 6,85         | 0            | 0            | Nv            |               |             |               |               |
| Total Nouveau Front populaire (NFP)         | Total Nouveau Front populaire (NFP)         | 18 954                                     | 15,97        | 0            | 0            | en stagnation |               |             |               |               |
|                                             |                                             | Agir                                       | 12 157       | 10,24        | 0            | 21 458        | 18,16         | 0           | 0             | 1             |
|                                             | Renaissance (RE)                            | 3 467                                      | 2,92         | 0            |              |               |               | 0           | en stagnation |               |
| Total Ensemble pour la République (ENS)     | Total Ensemble pour la République (ENS)     | 15 624                                     | 13,16        | 0            | 21 458       | 18,16         | 0             | 0           | 1             |               |
|                                             | Lutte ouvrière (LO)                         | Lutte ouvrière (LO)                        | 1 160        | 0,98         | 0            |               |               |             | 0             | en stagnation |
|                                             | Écologie au centre (ÉAC)                    | Écologie au centre (ÉAC)                   | 956          | 0,81         | 0            | 0             | en stagnation |             |               |               |
|                                             | Parti des travailleurs (PT)                 | Parti des travailleurs (PT)                | 264          | 0,22         | 0            | 0             | en stagnation |             |               |               |
|                                             | Sans étiquette (SE)                         | Sans étiquette (SE)                        | 5 255        | 4,43         | 0            | 0             | en stagnation |             |               |               |
|                                             |                                             |                                            |              |              |              |               |               |             |               |               |
| Suffrages exprimés                          | Suffrages exprimés                          | Suffrages exprimés                         | 118 714      | 98,12        |              | 118 164       | 96,72         |             |               |               |
| Votes blancs                                | Votes blancs                                | Votes blancs                               | 1 384        | 1,14         | 2 896        | 2,37          |               |             |               |               |
| Votes nuls                                  | Votes nuls                                  | Votes nuls                                 | 892          | 0,74         | 1 109        | 0,91          |               |             |               |               |
| Total                                       | Total                                       | Total                                      | 120 990      | 100          | 0            | 122 169       | 100           | 3           | 3             | en stagnation |
| Abstention                                  | Abstention                                  | Abstention                                 | 64 439       | 34,75        |              | 63 264        | 34,12         |             |               |               |
| Inscrits/Participation                      | Inscrits/Participation                      | Inscrits/Participation                     | 185 429      | 65,25        | 185 433      | 65,88         |               |             |               |               |

#### Résultats par nuance
| Nuance                 | Nuance                 | Nuance                 | Premier tour | Premier tour | Premier tour | Second tour | Second tour   | Second tour | Total Sièges | +/-           |  |
| Nuance                 | Nuance                 | Nuance                 | Voix         | %            | Sièges       | Voix        | %             | Sièges      | Total Sièges | +/-           |  |
| ---------------------- | ---------------------- | ---------------------- | ------------ | ------------ | ------------ | ----------- | ------------- | ----------- | ------------ | ------------- |  |
|                        | Rassemblement national | RN                     | 48 210       | 40,61        | 0            | 56 785      | 48,06         | 1           | 1            | 1             |  |
|                        | Divers droite          | DVD                    | 26 509       | 22,33        | 0            | 39 921      | 33,78         | 2           | 2            | 1             |  |
|                        | Union de la gauche     | UG                     | 18 954       | 15,97        | 0            |             |               |             | 0            | en stagnation |  |
|                        | Ensemble               | ENS                    | 15 624       | 13,16        | 0            | 21 458      | 18,16         | 0           | 0            | 1             |  |
|                        | Extrême droite         | EXD                    | 4 257        | 3,59         | 0            |             |               |             | 0            | Nv            |  |
|                        | Les Républicains       | LR                     | 1 782        | 1,50         | 0            | 0           | 1             |             |              |               |  |
|                        | Extrême gauche         | EXG                    | 1 424        | 1,20         | 0            | 0           | en stagnation |             |              |               |  |
|                        | Divers                 | DIV                    | 998          | 0,84         | 0            | 0           | Nv            |             |              |               |  |
|                        | Écologistes            | ECO                    | 956          | 0,81         | 0            | 0           | en stagnation |             |              |               |  |
|                        |                        |                        |              |              |              |             |               |             |              |               |  |
| Suffrages exprimés     | Suffrages exprimés     | Suffrages exprimés     | 118 714      | 98,12        |              | 118 164     | 96,72         |             |              |               |  |
| Votes blancs           | Votes blancs           | Votes blancs           | 1 384        | 1,14         | 2 896        | 2,37        |               |             |              |               |  |
| Votes nuls             | Votes nuls             | Votes nuls             | 892          | 0,74         | 1 109        | 0,91        |               |             |              |               |  |
| Total                  | Total                  | Total                  | 120 990      | 100          | 0            | 122 169     | 100           | 3           | 3            | en stagnation |  |
| Abstention             | Abstention             | Abstention             | 64 439       | 34,75        |              | 63 264      | 34,12         |             |              |               |  |
| Inscrits/Participation | Inscrits/Participation | Inscrits/Participation | 185 429      | 65,25        | 185 433      | 65,88       |               |             |              |               |  |

#### Résultats par circonscription

##### Première circonscription
Député sortant : Lionel Vuibert (Agir)
| Candidat                 | Candidat                          | Parti et coalition       | Nuance                   | Premier tour | Premier tour | Second tour | Second tour |
| Candidat                 | Candidat                          | Parti et coalition       | Nuance                   | Voix         | %            | Voix        | %           |
| ------------------------ | --------------------------------- | ------------------------ | ------------------------ | ------------ | ------------ | ----------- | ----------- |
|                          | Flavien Termet                    | RN                       | RN                       | 17 817       | 38,33        | 24 184      | 52,99       |
|                          | Lionel Vuibert                    | Agir (ENS)               | ENS                      | 12 157       | 26,16        | 21 458      | 47,01       |
|                          | Damien Lerouge                    | PS (NFP)                 | UG                       | 8 127        | 17,48        |             |             |
|                          | Hugues Sion dit Christian Charvet | SE                       | EXD                      | 4 257        | 9,16         |             |             |
|                          | Sabine Misset                     | LR (UDC)                 | LR                       | 1 782        | 3,83         |             |             |
|                          | Arnaud Rennesson                  | SE                       | DIV                      | 998          | 2,15         |             |             |
|                          | Sonia d'Orgeville                 | ÉAC                      | ECO                      | 956          | 2,06         |             |             |
|                          | Nadia Octave                      | LO                       | EXG                      | 386          | 0,83         |             |             |
|                          |                                   |                          |                          |              |              |             |             |
| Votes valides            | Votes valides                     | Votes valides            | Votes valides            | 46 480       | 97,75        | 45 642      | 95,69       |
| Votes blancs             | Votes blancs                      | Votes blancs             | Votes blancs             | 660          | 1,39         | 1 524       | 3,20        |
| Votes nuls               | Votes nuls                        | Votes nuls               | Votes nuls               | 411          | 0,86         | 533         | 1,12        |
| Total                    | Total                             | Total                    | Total                    | 47 551       | 100          | 47 699      | 100         |
| Abstention               | Abstention                        | Abstention               | Abstention               | 23 113       | 32,71        | 22 968      | 32,50       |
| Inscrits / participation | Inscrits / participation          | Inscrits / participation | Inscrits / participation | 70 664       | 67,29        | 70 667      | 67,50       |

Un enquête pour « manœuvre frauduleuse » a été ouverte par le parquet de Charleville-Mézières, annonce faite par Magali Josse, procureure de la République. Cette action fait suite à la plainte du candidat Flavien Termet pour l'utilisation frauduleuse du logo du RN. Le candidat Christian Charvet, connu comme Hugues Sion par l'état civil, a été un élu du Pas-de-Calais ayant été exclu du RN puis de Reconquête.
Juliette de Causans, candidate dans la circonscription en 2022, dépose un recours devant le Conseil constitutionnel pour faire annuler les résultats de l'élection ; elle dénonce la « captation des voix du bulletin alternatif, celui du faux candidat du Rassemblement national ».

##### Deuxième circonscription
Député sortant : Pierre Cordier (apparenté Les Républicains)
| Candidat                 | Candidat                 | Parti et coalition       | Nuance                   | Premier tour | Premier tour | Second tour | Second tour |
| Candidat                 | Candidat                 | Parti et coalition       | Nuance                   | Voix         | %            | Voix        | %           |
| ------------------------ | ------------------------ | ------------------------ | ------------------------ | ------------ | ------------ | ----------- | ----------- |
|                          | Pauline Mester           | RN                       | RN                       | 15 097       | 40,83        | 16 280      | 44,37       |
|                          | Pierre Cordier           | app. LR (UDC)            | DVD                      | 11 147       | 30,15        | 20 415      | 55,63       |
|                          | Gilles Loyez             | LFI (NFP)                | UG                       | 6 688        | 18,09        |             |             |
|                          | Philippe Mathot          | RE (ENS)                 | ENS                      | 3 467        | 9,38         |             |             |
|                          | Mink Takawé              | LO                       | EXG                      | 308          | 0,83         |             |             |
|                          | Patrick Benyoucef        | PT                       | EXG                      | 264          | 0,71         |             |             |
|                          |                          |                          |                          |              |              |             |             |
| Votes valides            | Votes valides            | Votes valides            | Votes valides            | 36 971       | 98,41        | 36 695      | 96,89       |
| Votes blancs             | Votes blancs             | Votes blancs             | Votes blancs             | 375          | 1,00         | 853         | 2,25        |
| Votes nuls               | Votes nuls               | Votes nuls               | Votes nuls               | 223          | 0,59         | 326         | 0,86        |
| Total                    | Total                    | Total                    | Total                    | 37 569       | 100          | 37 874      | 100         |
| Abstention               | Abstention               | Abstention               | Abstention               | 22 712       | 37,68        | 22 401      | 37,16       |
| Inscrits / participation | Inscrits / participation | Inscrits / participation | Inscrits / participation | 60 281       | 62,32        | 60 275      | 62,84       |

##### Troisième circonscription
Député sortant : Jean-Luc Warsmann (apparenté Union des démocrates et indépendants)
| Candidat                 | Candidat                 | Parti et coalition       | Nuance                   | Premier tour | Premier tour | Second tour | Second tour |
| Candidat                 | Candidat                 | Parti et coalition       | Nuance                   | Voix         | %            | Voix        | %           |
| ------------------------ | ------------------------ | ------------------------ | ------------------------ | ------------ | ------------ | ----------- | ----------- |
|                          | Jean-Luc Warsmann        | app. UDI (UDC)           | DVD                      | 15 362       | 43,56        | 19 506      | 54,44       |
|                          | Isabelle Roger           | RN                       | RN                       | 15 296       | 43,38        | 16 321      | 45,56       |
|                          | Sophie Perrin            | LFI (NFP)                | UG                       | 4 139        | 11,74        |             |             |
|                          | Laure Augier             | LO                       | EXG                      | 466          | 1,32         |             |             |
|                          |                          |                          |                          |              |              |             |             |
| Votes valides            | Votes valides            | Votes valides            | Votes valides            | 35 263       | 98,31        | 35 827      | 97,90       |
| Votes blancs             | Votes blancs             | Votes blancs             | Votes blancs             | 349          | 0,97         | 519         | 1,42        |
| Votes nuls               | Votes nuls               | Votes nuls               | Votes nuls               | 258          | 0,72         | 250         | 0,68        |
| Total                    | Total                    | Total                    | Total                    | 35 870       | 100          | 36 596      | 100         |
| Abstention               | Abstention               | Abstention               | Abstention               | 18 614       | 34,16        | 17 895      | 32,84       |
| Inscrits / participation | Inscrits / participation | Inscrits / participation | Inscrits / participation | 54 484       | 65,84        | 54 491      | 67,16       |

## Suites
Le 30 septembre 2024, Flavien Termet annonce sa démission de son mandat de député en invoquant des raisons de santé, entraînant ainsi une élection législative partielle dans la première circonscription début décembre 2024. Lors de celle-ci, Lionel Vuibert retrouve son siège de député en battant au second tour le candidat du Rassemblement national.